# Поједностављење
Поједностављење или елиминација конјункције је математичко (працизније, логичко) правило које налаже да се од истините целине може издвојити истинити део. У суштини, правило поједностављења вели следеће: уколико су тачна оба исказа, тада је сваки од њих понаособ тачан, тј.
И  и .
Дакле, . (Дакле, Q.)
Правило поједностављења уско је повезано са конјункцијом, и има два потпуно равноправна облика: леви и десни, и то су:
- леви:

{\displaystyle {\frac {P\land Q}{P}}(\land _{E}^{L})}, односно, секвентно записано {\displaystyle P\land Q\vdash P},
- десни:

{\displaystyle {\frac {P\land Q}{Q}}(\land _{E}^{D})}, односно, секвентно записано {\displaystyle P\land Q\vdash Q}.
Ово правило је једно од основних правила математичке логике и не доказује се.

## Објашњење истинитосном таблицом
| P | Q | P ∧ Q |
| - | - | ----- |
| T | T | T     |
| T | F | F     |
| F | T | F     |
| F | F | F     |

Као што се да видети у таблици конјункције, исказ P ∧ Q је истинит акко су оба аргумента тачна, те истинитост P ∧ Q повлачи истинитост и P и Q понаособ, иначе, уколико би макар један био нетачан, била би нетачна и њихова конјункција.